# Coccoloba uvifera
Coccoloba uvifera (L.) L., conhecida pelo nome comum de uva-da-praia, é uma espécie de planta com flor da família Polygonaceae, nativa das regiões costeiras da América tropical e das Caraíbas. Forma arbustos lenhosos e pequenas árvores, sendo utilizada como arbusto ornamental, uso que aproveita a sua tendência para crescer na horizontal. O seu habitat natural são as praias da região intertropical das Américas, mas incluindo a Flórida, e as ilhas das Caraíbas. Com o nome de uva-de-playa é considerada uma das árvores emblemáticas da Venezuela.

## Galeria

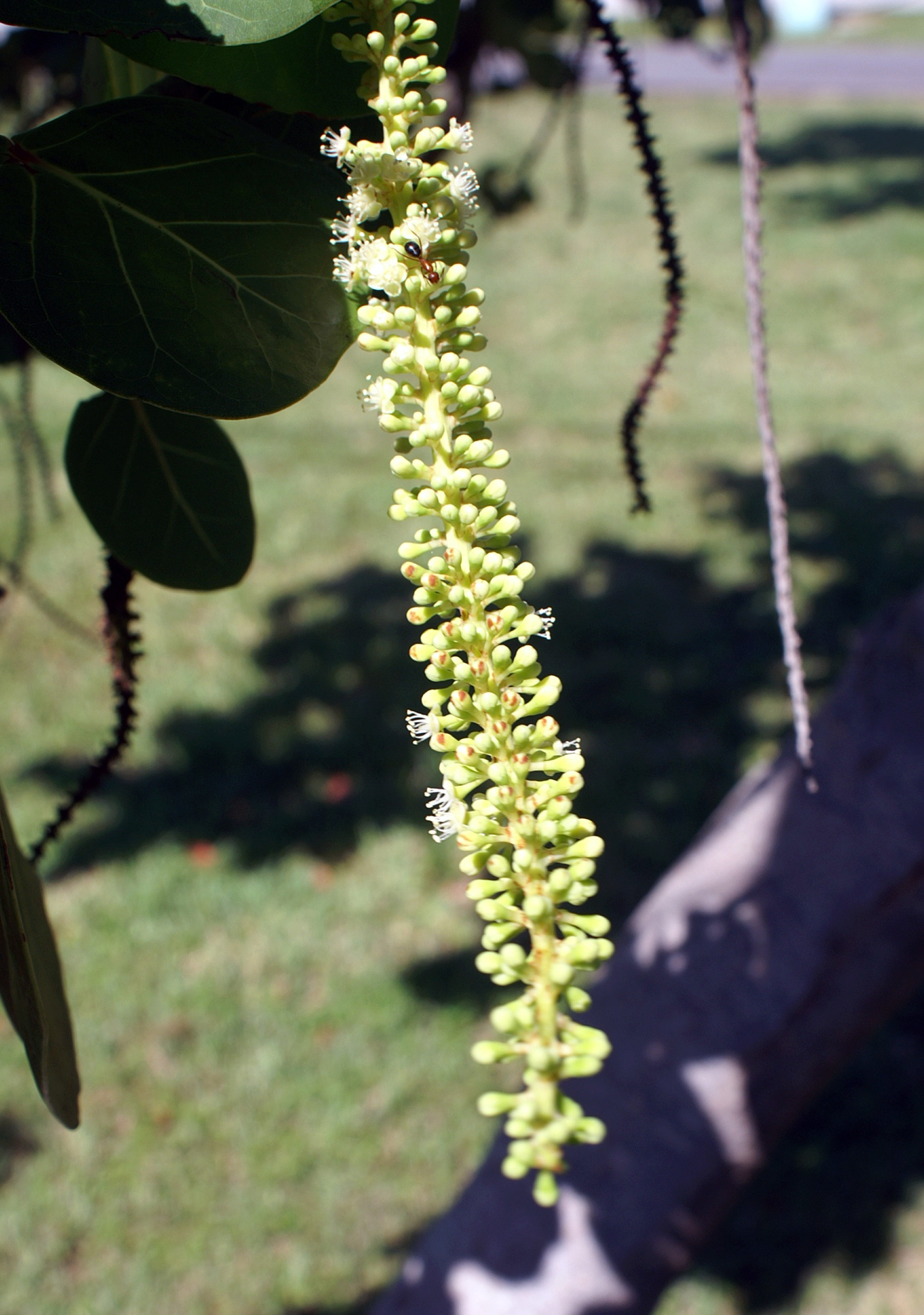
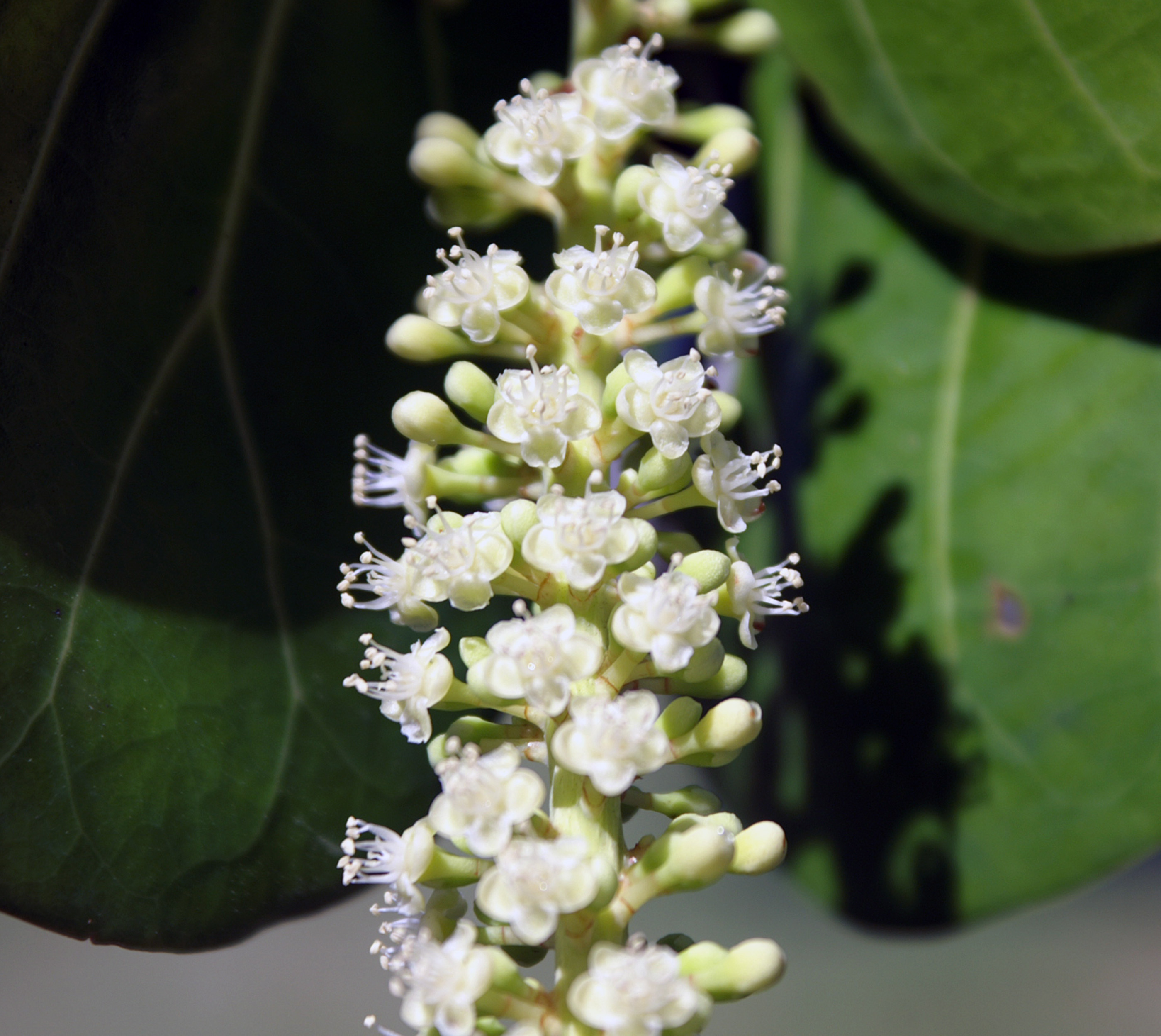
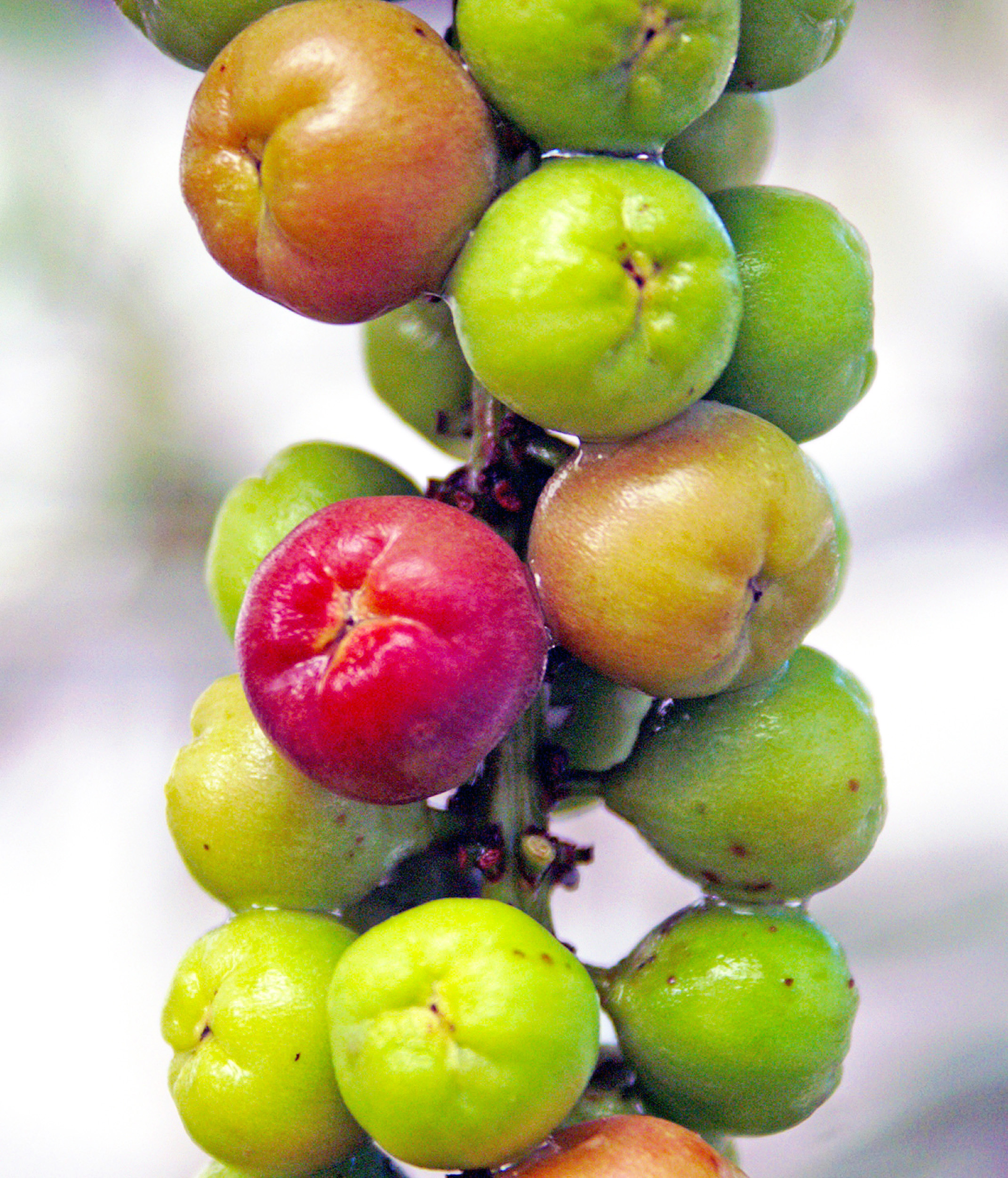
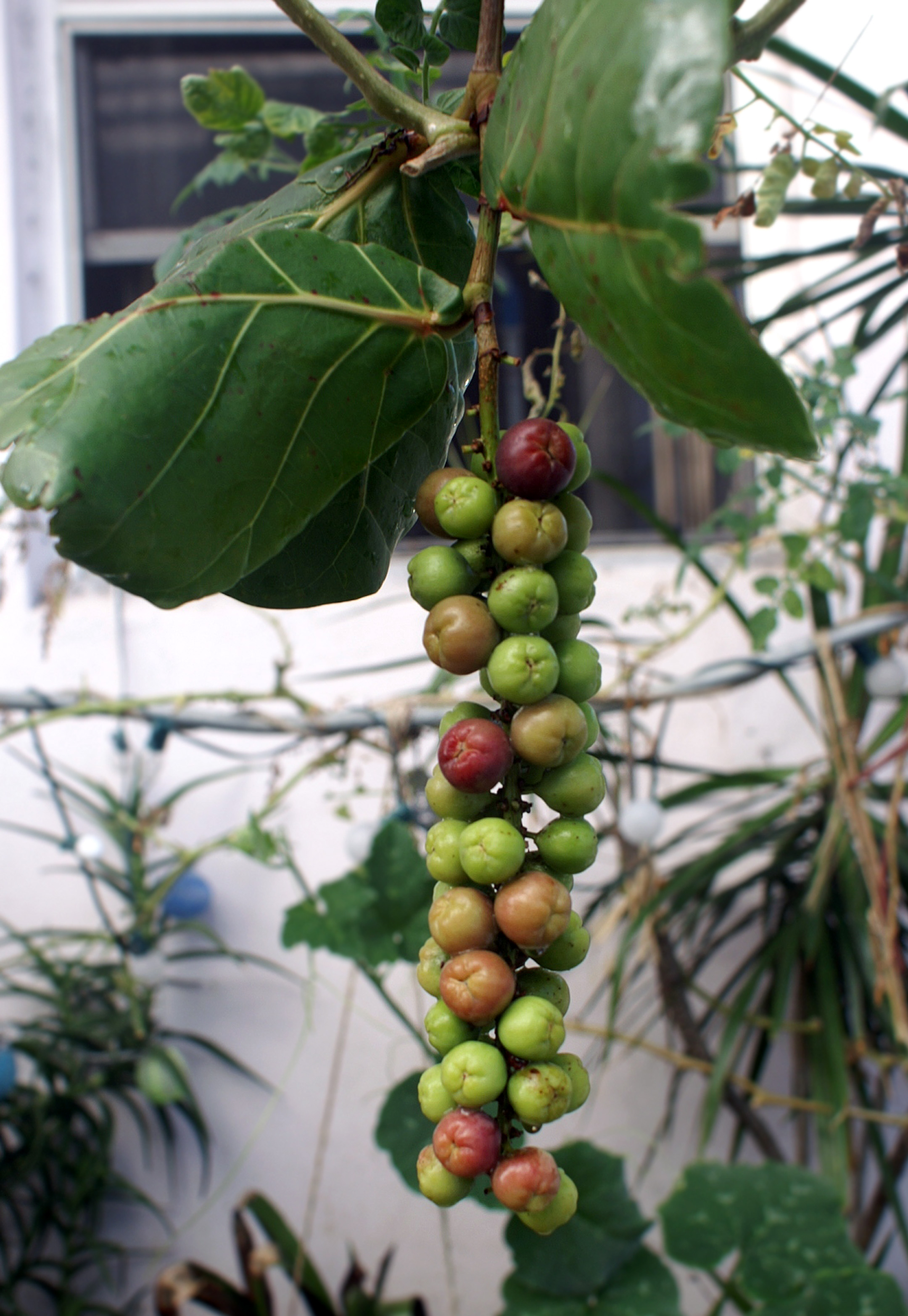
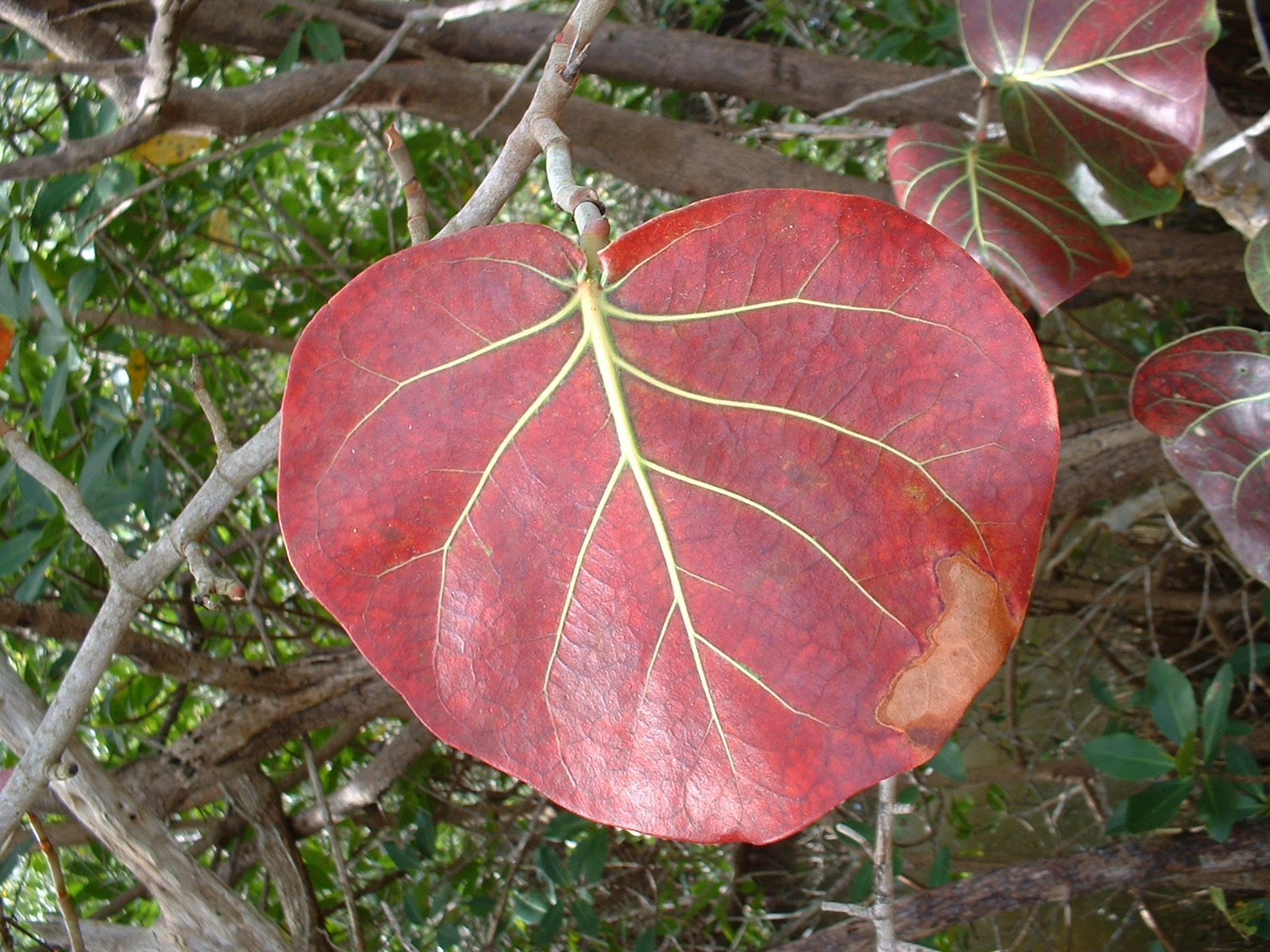
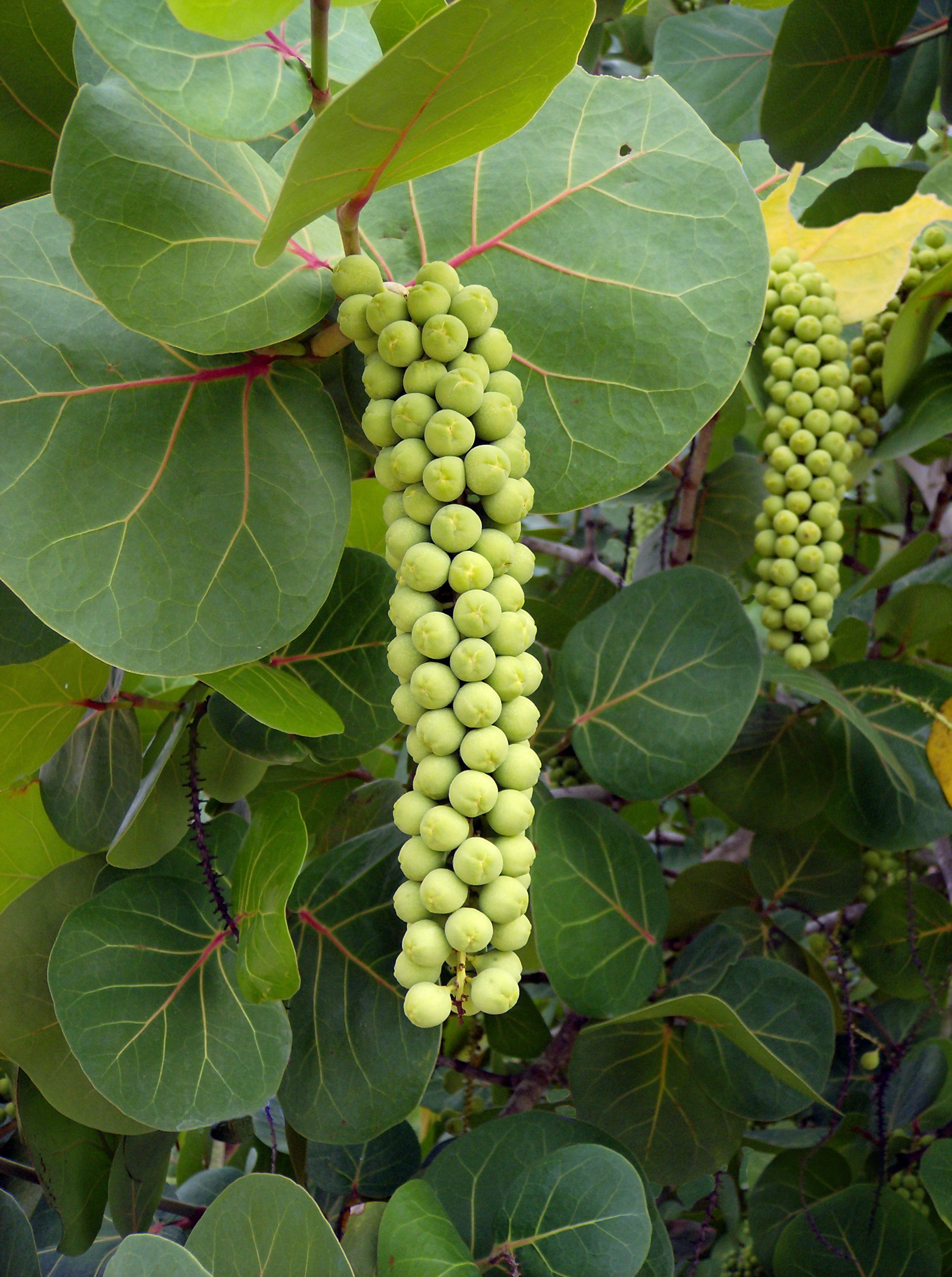
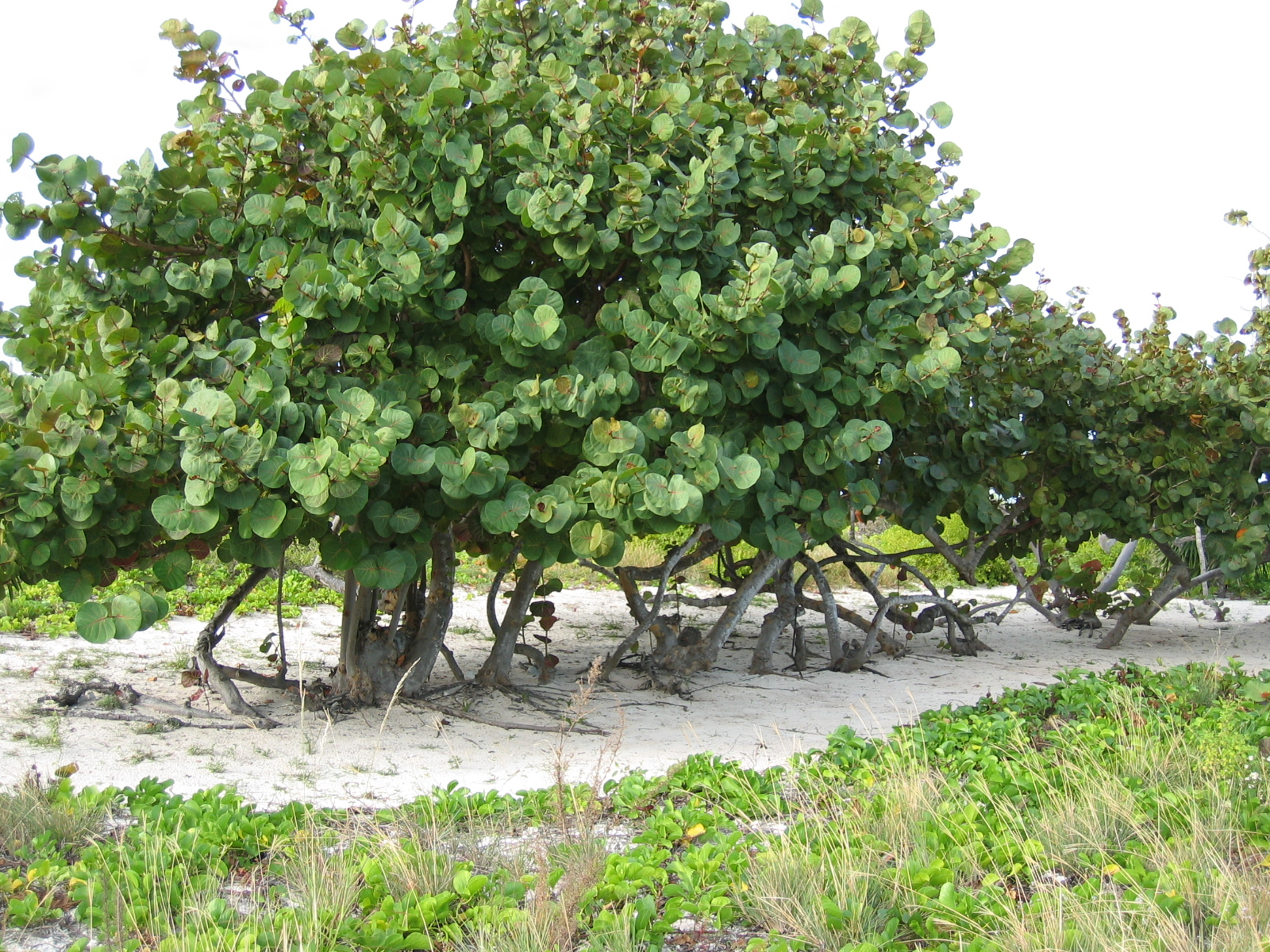

## Descrição
A planta é um mesofanerófito que forma arbustos e pequenas árvores que podem atingir mais de 8 m da altura, mas com a maioria dos espécimes a raramente ultrapassar os 2 m. O ritidoma é liso e amarelada.
As folhas são grandes, com até 25 cm de diâmetro, arredondadas e coreáceas, com nervuras rosadas a violáceas, ganhando um tom avermelhado à medida que envelhecem. 
As flores são esbranquiçadas, pequenas, agrupadas em inflorescências recemosas pendentes com 10 a 25 cm de comprimento.
As plantas adultas produzem no final do Verão grandes cachos de pequenas frutos globosos roxos, em grupos de 40 a 50 por cacho, que na sua estrutura são aparentemente semelhantes a uvas, o que mereceu à espécie o nome comum de uva-da-praia. Os frutos são pequenas bagas, com cerca de 2 cm de diâmetro, carnudos e suculento, com sabor adocicado e fragrância forte. Cada fruto é composto por uma polpa comestível que rodeia uma grande semente globular com uma ponta aguçada na parte distal. A polpa é usado em compotas e na confecção de bebidas e sobremesas nos países das Caraíbas.
A espécie não tolera geadas, morrendo em caso de exposição prolongada a temperaturas do ar inferiores a 0 °C. Suporta ensombramento moderado e é muito tolerante ao sal, o que permite ser frequentemente usada para formar sebes protectoras e para estabilizar taludes de praia em intervenções para reduzir a erosão.